# Nanbaka

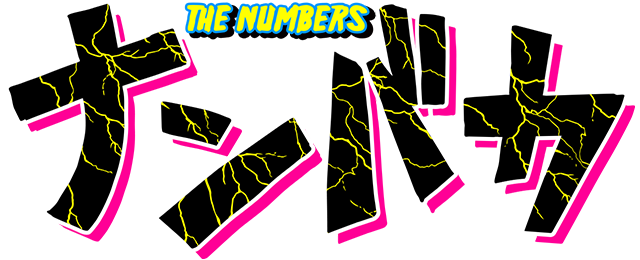
Logo của Nanbaka

Nanbaka (ナンバカ? ) , Còn được gọi là Nanbaka - Các số , là một người Nhật Bản manga loạt bằng văn bản và minh họa bởi Shō Futamata. Một phim hoạt hình chuyển thể phim truyền hình bởi Satelig bắt đầu phát sóng vào ngày 05 Tháng 10 năm 2016. Các tiêu đề là một cách chơi chữ, kết hợp tên của nhà tù, mà là phiên âm tiếng Nhật của từ"số", và từ Nhật Bản"baka "cho"đánh lừa"hoặc"thằng ngốc".

#### Giới thiệu chung
Câu chuyện xoay quanh bốn anh chàng trẻ, những người được giam giữ tại Nanba, nhà tù ghê gớm nhất trên thế giới. Jyugo, người đã cố gắng để thoát ra khỏi nhà tù và kết thúc kéo dài thời gian giam mình; Uno, người thích cờ bạc và phụ nữ; Rock, những người thích ăn và đánh đấm bạo lực; Nico đã từng là một người nghiện ma túy,giờ đây là một otaku,nghiện anime và manga. Bộ phim kể về những sinh hoạt của các tù nhân và cai ngục hằng ngày.

## Khu số 13

### Jyugo (ジューゴ)
Lồng tiếng bởi: Yuto Uemura (Nhật Bản); Daman Mills (tiếng Anh)
Tù nhân số 15. Cậu là người gốc Nhật Bản, có mái tóc màu đen với những vệt đỏ ở cuối, có heterochromia, đôi mắt của cậu thay đổi sắc theo góc độ nhìn và cảm xúc. Trên gò má bên phải có số 15, chính là số hiệu của Jyugo. Anh tự tin, vui vẻ, bốc đồng và cảm thấy chán một cách dễ dàng. Anh có khả năng mở bất kỳ loại khóa cơ khí hoặc điện tử. Các trường hợp ngoại lệ duy nhất là xiềng xích trên cổ, cổ tay và mắt cá chân của anh đã được đặt vào anh một cách bí ẩn khi đang ngủ bởi một người bảo vệ với một vết sẹo ở gáy. Cha anh là tù nhân số 610 tại nhà tù Nanba và được gọi là sự kinh hoàng của nhà tù Nanbaka.

### Uno (ウノ)
Lồng tiếng bởi: Tetsuya Kakihara  (Nhật Bản); Alejandro Saab (tiếng Anh)
Tù nhân số 11. Anh là người gốc Anh, có một bím tóc dài với các mảng màu vàng và hồng đan xen, đội một chiếc mũ có số hiệu 11-chính là số hiệu của anh, có số 11 trên 2 mu bàn tay của anh, yêu phụ nữ và cờ bạc, và thường có một cặp card trên tay. Anh có một trực giác tuyệt vời và có thể đặt cược vào kết quả gì sẽ xảy ra bằng cách sử dụng kỹ năng quan sát của mình, may mắn và trực giác.

### Rock (ロック)
Lồng tiếng bởi: Airu Shiozaki  (Nhật Bản); Jarrod Greene (tiếng Anh)
Tù nhân số 69. Anh là người Mỹ, là một Mohawk, đeo hoa tai lông dài, và là người có cơ bắp cũng như to con nhất trong số 4 người tại ngục 13. Số hiệu của anh được in trên bắp tay phải,là số 69.Là 1 người thích ăn, có tâm hồn ăn uống, là người to con và mạnh mẽ nhất trong số 4 người nhưng với Hajime thì không sánh được.

### Nico (ニコ)
Lồng tiếng bởi: Daiki Kobayashi  (Nhật Bản); Justin Briner (tiếng Anh) 
Tù nhân số 25. Là người gốc Mĩ. Cậu là người hơi trẻ con và thân thiện. Mê anime và manga Nhật Bản. Cậu không bị ảnh hưởng bởi bất kì loại thuốc nào. Có thể sao chép những kĩ năng mà cậu cho là ấn tượng và đỉnh với mình.
Nico có một quá khứ đen tối. Do cơ thể không bị ảnh hưởng bởi bất kì loại thuốc nào đồng thời có khả năng hồi phục cao nên trước đây cậu bị các nhà khoa học bắt để làm chuột bạch cho các loại thuốc độc của họ. Trong suốt một thời gian dài, Nico dần xuất hiện nhân cách thứ 2. Khi không uống thuốc trong một thời gian dài nhân cách thứ hai của cậu sẽ (có thể) xuất hiện.